# Kalachakra
Kalachakra sau Kalacakra (în sanscrită: कालचक्र; transliterat: Kālacakra; în Telugu: కాలచక్ర; în tibetană: དུས་ཀྱི་འཁོར་ལོ།, transliterat: dus-kyi 'khor-lo; în mongolă: Цогт Цагийн Хүрдэн: Tsogt Tsagiin Hurden; în chineză: 時輪) este un termen din sanscrită utilizat în Vajrayana care are sens literal de Roata Timpului.
"Kālacakra" este una dintre numeroasele învățături tantrice și practici ezoterice din budismul tibetan. Este o tradiție activă în Vajrayana și a fost oferită publicului larg. Tradiția combină mitologia cu istoria, prin care evenimente istorice reale devin o alegorie pentru drama spirituală în interiorul unei persoane, atrăgând lecții simbolice sau alegorice pentru transformarea interioară către realizarea naturii buddha. Printre cele mai importante texte ale acestei tradiții se numără Kalachakra Tantra și Vimalaprabhā. Rădăcinile tradiției sunt în India, dar istoria și prezența sa cea mai activă s-au aflat în mănăstirile din Tibet. Tradiția este o formă de non-dualism, iar devotații tradiției consideră că Kalachakra a fost adusă chiar de către Buddha Gautama. 